# Timur Safin
Timur Marselevič Safin (in russo Тимур Марселевич Сафин?; Tashkent, 4 agosto 1992) è uno schermidore russo, specialista del fioretto.

## Biografia
Ha vinto la medaglia di bronzo nel fioretto individuale ai Campionati mondiali nel 2014.

Nel 2012 è stato campione del mondo juniores nel fioretto individuale.
Nel 2016 ha vinto lo bronzo nel fioretto individuale e l'oro nel fioretto a squadre ai Giochi Olimpici di Rio de Janeiro 2016.

## Palmarès
- Giochi olimpici

Rio de Janeiro 2016: oro nel fioretto a squadre e bronzo nel fioretto individuale.
Tokyo 2020: argento nel fioretto a squadre.
- Mondiali

Kazan' 2014: bronzo nel fioretto individuale.
Wuxi 2018: bronzo nel fioretto a squadre.
- Europei

Strasburgo 2014: bronzo nel fioretto a squadre.
Toruń 2016: oro nel fioretto individuale e nel fioretto a squadre.
Tbilisi 2017: argento nel fioretto individuale e nel fioretto a squadre.
Novi Sad 2018: oro nel fioretto a squadre.